# Паны из Михаловиц
Паны из Михаловиц (чеш. Páni z Michalovic) — средневековый чешский дворянский (панский) род, основанный в XIII веке и пресёкшийся во второй половине XV века, ветвь феодального чешского рода Марквартовичей. Паны из Михаловиц играли заметную роль в политической жизни Чешского королевства XIV — начала XV веков, породнившись с могущественным аристократическим родом панов из Рожмберка. Родовым гнездом панов из Михаловиц был замок Михаловице. Представителями рода были основаны чешские города Млада-Болеслав, Уштек и Ческа-Каменице.

## Родовой герб

Герб Марквартовичей

Выделившись из более старого чешского рода Марквартовичей, паны из Михаловиц не сразу отказались от использования в своём гербе геральдического символа шагающего льва, известного в гербе Марквартовичей с первой половины XIII века. Первые представители рода — Ян I и Бенеш Верный — продолжали использовать герб Марквартовичей, о чём, в частности, свидетельствует сохранившаяся печать Бенеша из Михаловиц, датированный 1306 годом. Новый геральдический символ — рассечённый (вертикально разделённый на два равных поля) геральдический щит — впервые использовал на своей печати, датированной 1345 годом, Ян II из Михаловиц (ум. 1354), на печати которого ещё в 1339 году изображался щит со львом. Его сын Петр I (ум. 1368), равно как и все его кузены из велешинской ветви рода, продолжил использовать льва в своём гербе и только уже его сын Ян III Михалец (ум. 1425) постоянно использовал в качестве герба рассечённый серебряно-чернёный щит, ставший доминирующим геральдическим знаком для всех последующих представителей рода панов из Михаловиц. В дальнейшем в качестве одного из вариантов герба использовался и четверочастный (поделенный на четыре поля) щит, в 1-м и 4-м полях которого изображался лев Марквартовичей (только уже не шагающий, а в прыжке), а 2-е и 3-е поля были рассечены на два родовых цвета. Данный вариант герба не встречается на печатях панов из Михаловиц, а известен только в виде цветных изображений, самое раннее из которых содержится в «Хронике Констанцского собора» Ульриха фон Рихенталя и приписывается Яну III Михалцу или его сыну Яну IV Круглате (ум. 1434).

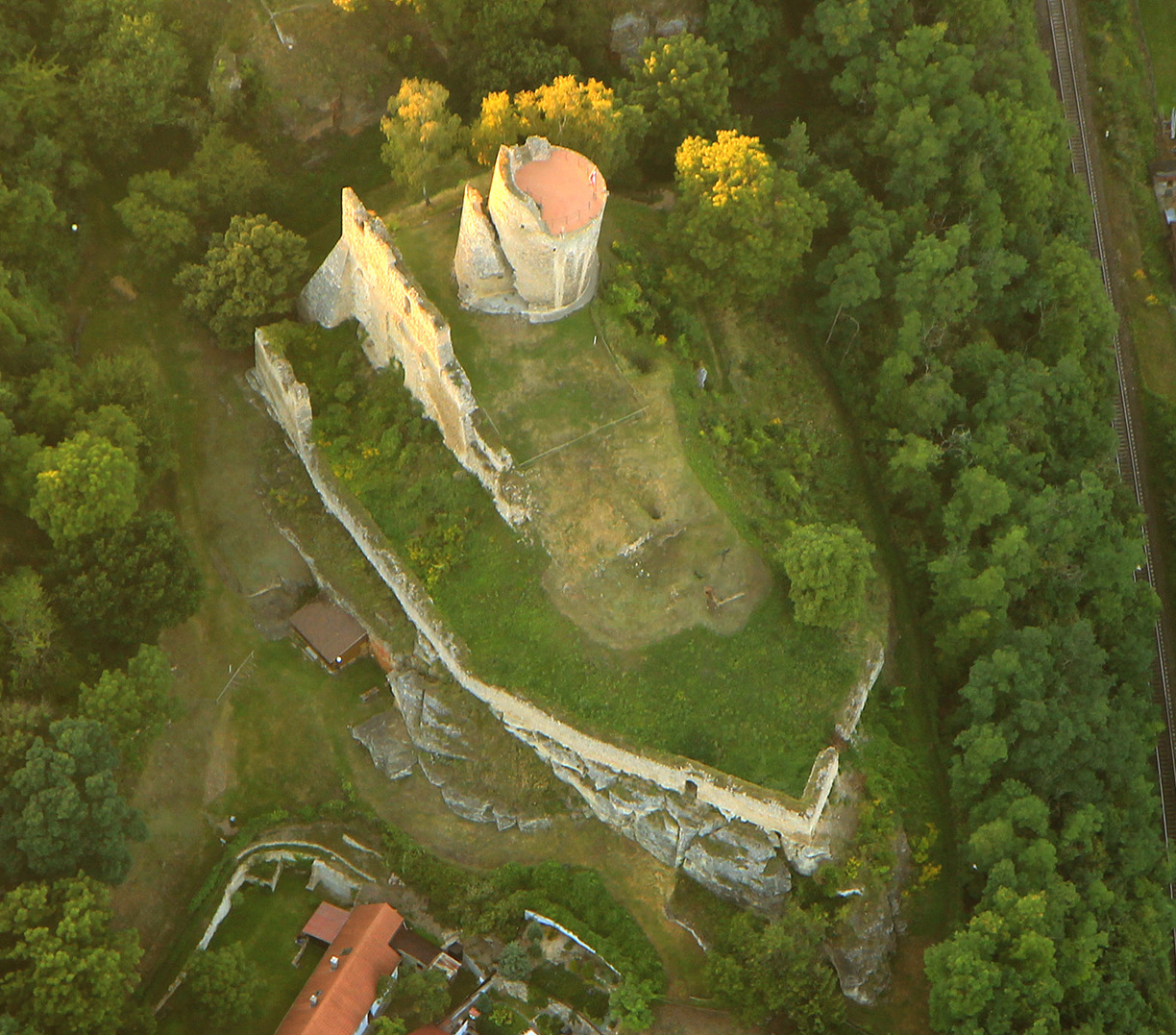
Руины замка Михаловице